# Tachychlora uricha
Tachychlora uricha là một loài bướm đêm trong họ Geometridae.